# Architektura romańska w Europie Środkowo-Wschodniej

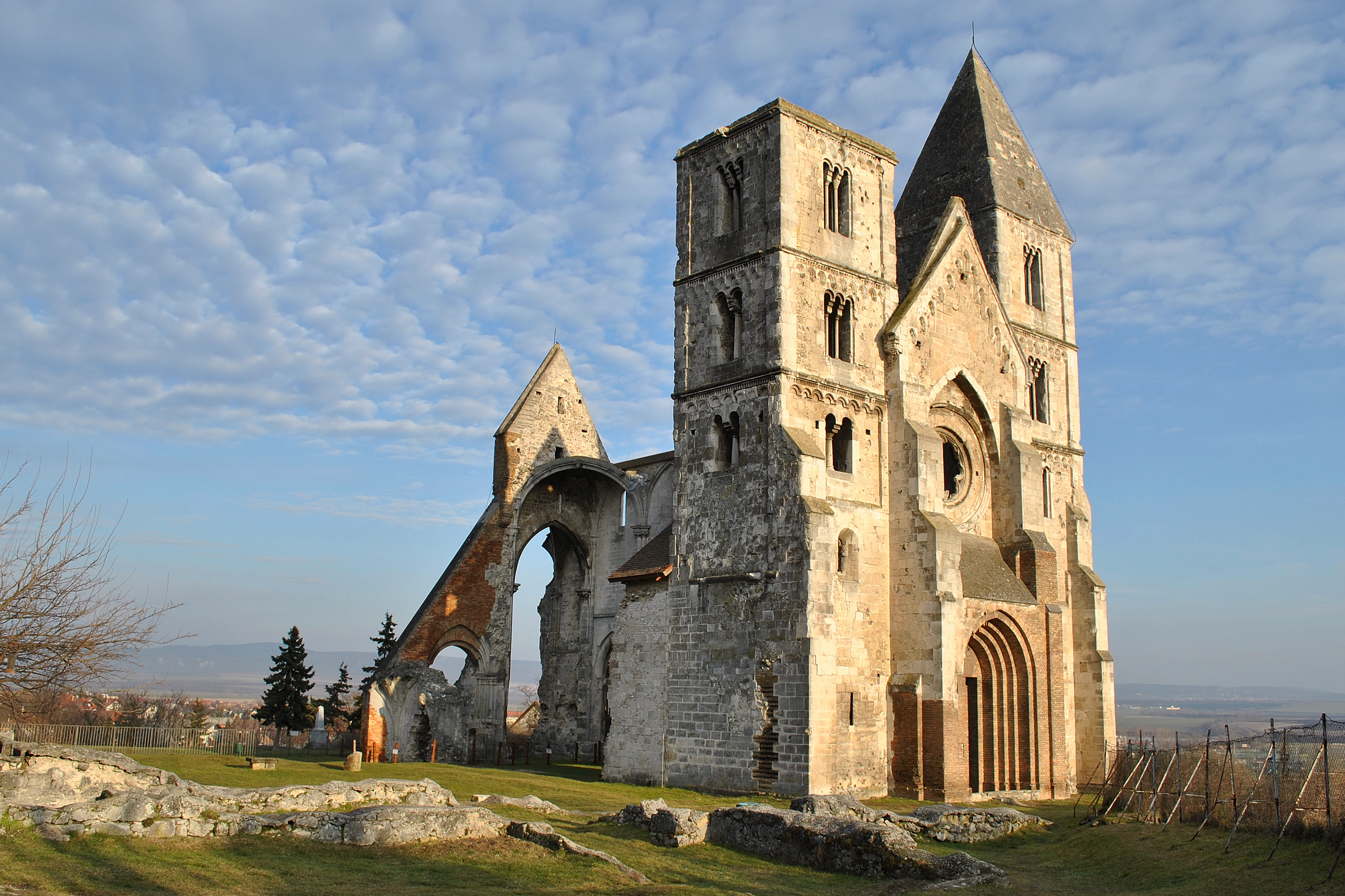
Zsámbék

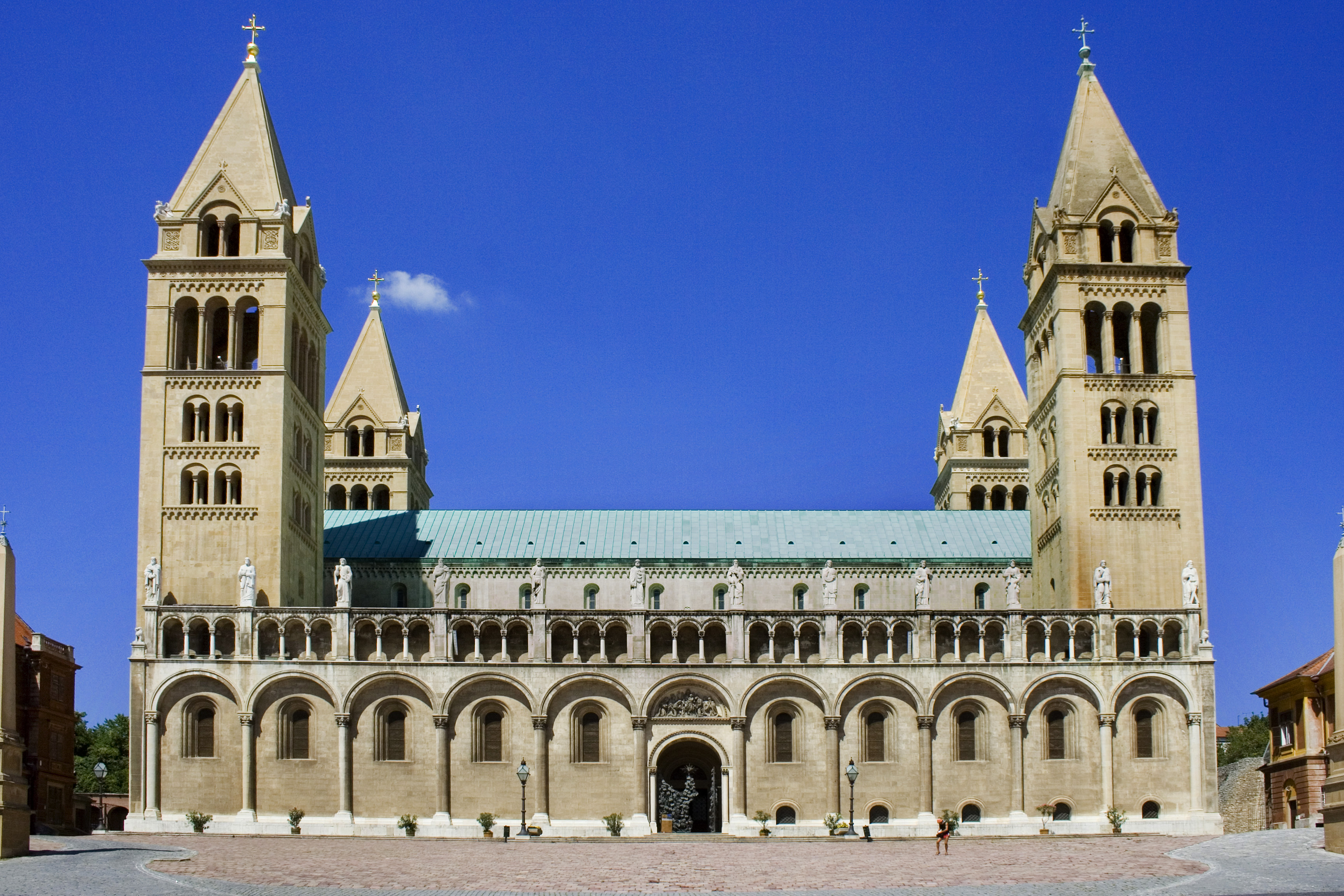
Katedra w Pécs

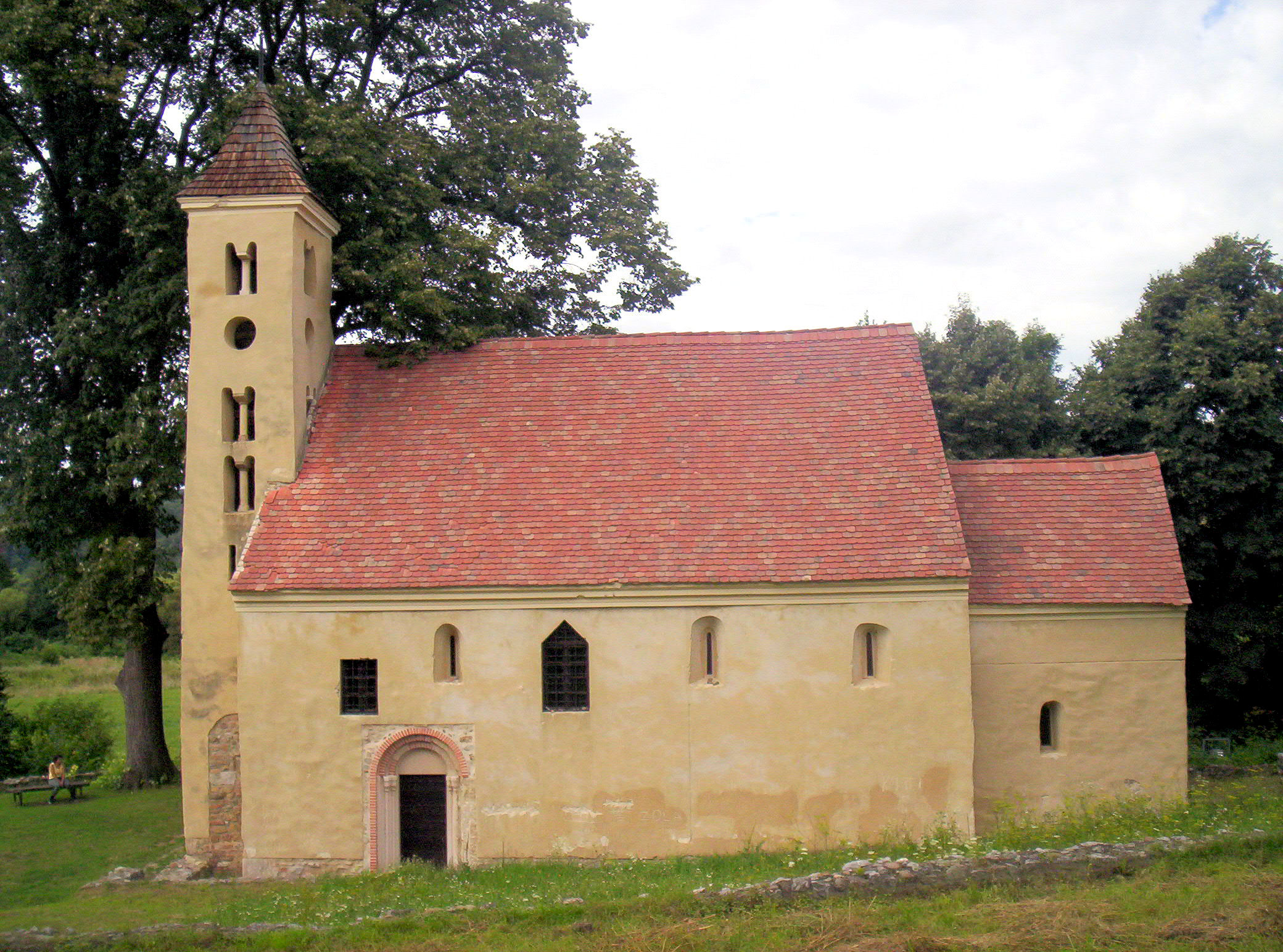
Mánfa

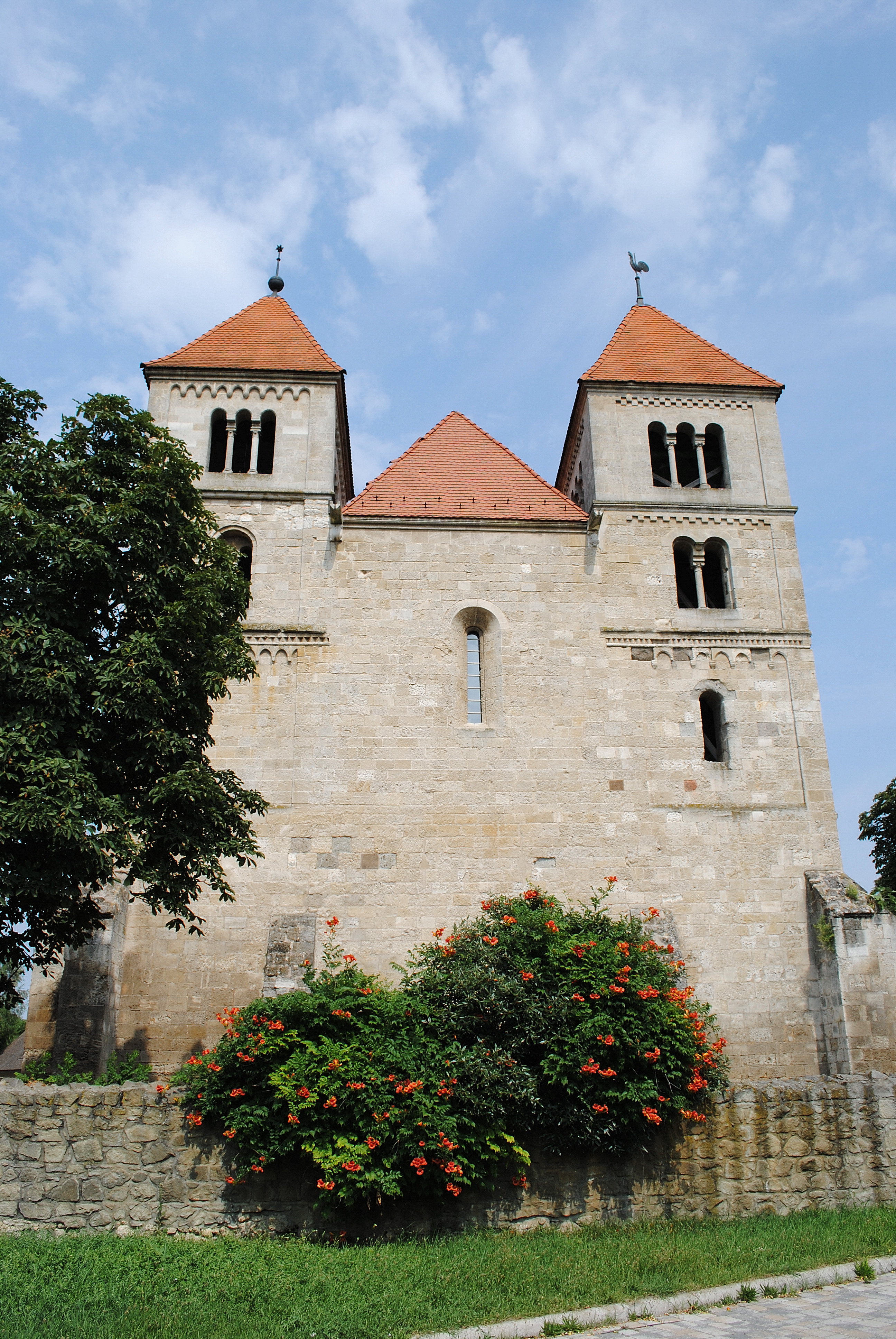
Ócsa

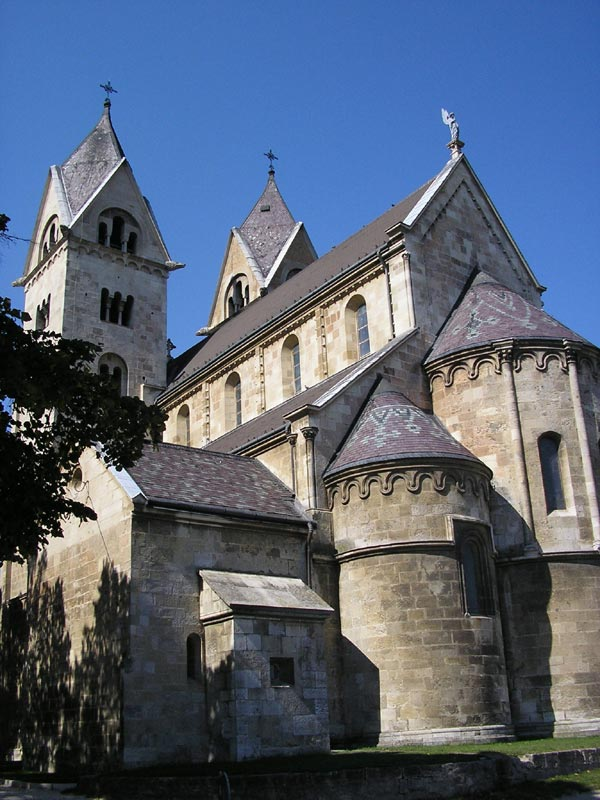
Lebeny

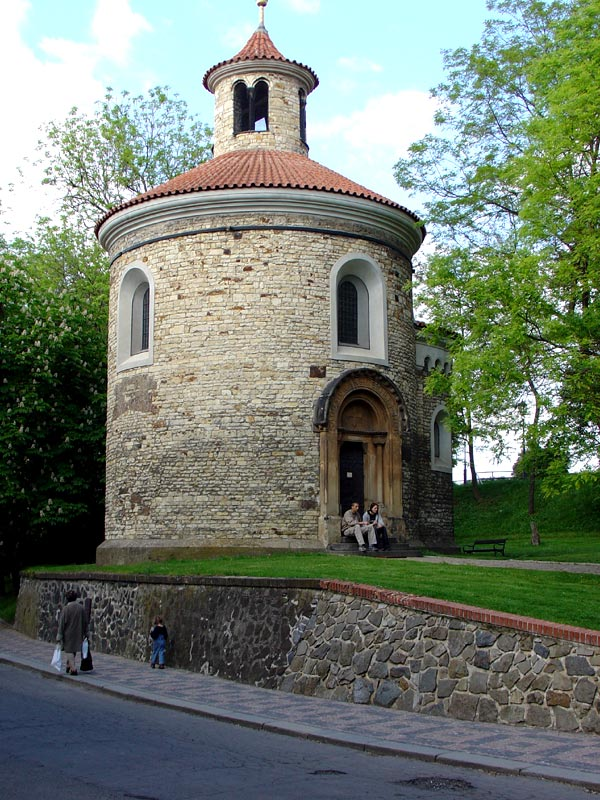
Rotunda św. Marcina – Wyszehrad

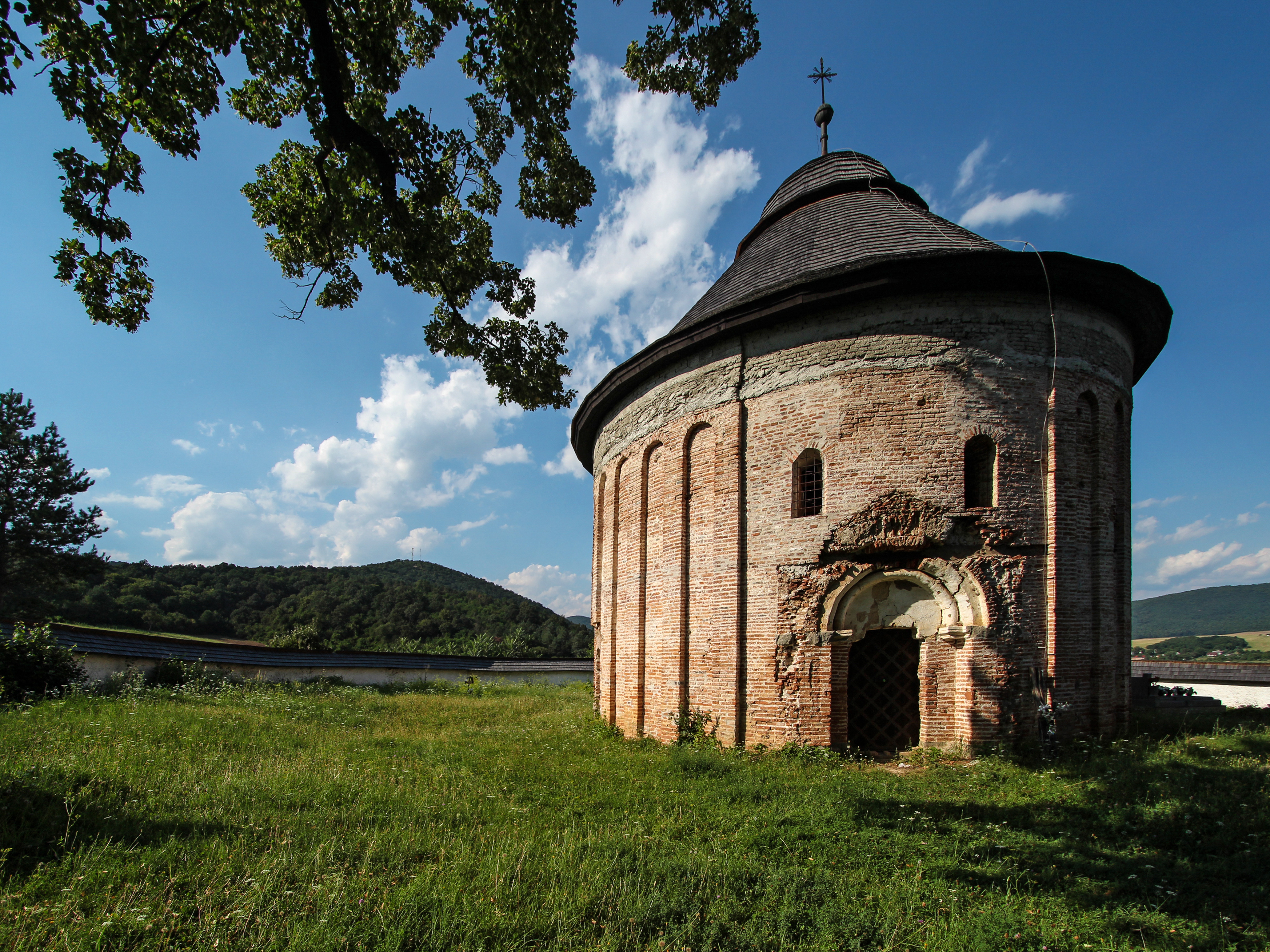
Sivetice

Europa Środkowo-Wschodnia to obszar, na który chrześcijaństwo docierało z dwóch kierunków. Wraz z misjonarzami z Bizancjum docierały wpływy architektury bizantyjskiej. Cyryl i Metody przybyli na Morawy w 864 r., ich uczniowie powędrowali w kierunku Chorwacji i Węgier. W 973 r. książę Gejza sprowadził na swoje ziemie duchowieństwo z Włoch i Niemiec. Wraz z ich przybyciem gruntują się wpływy architektury romańskiej. Po koronacji Stefana I na terenie państwa węgierskiego utrwaliły się wpływy kościoła rzymskiego i umocniła się pozycja sztuki romańskiej.
Wśród najstarszych zabytków chrześcijańskich na terenie Europy Środkowo-Wschodniej dominują kościoły budowane na planie koła. Rotundy, jako typ świątyni budowanej na terenie grodu, budowano do końca XII wieku. Większość z nich ma dobudowaną niewielką, półokrągłą absydę, w której umieszczano ołtarz. Późniejsze budowle posiadają także wysoką, zazwyczaj kwadratową wieżę od zachodu. Po przybyciu duchownych ze świata łacińskiego pojawiają się trójnawowe bazyliki z trzema absydami na zakończeniu naw. Wpływy niemieckie owocują budowlami flankowanymi dwiema wieżami od strony wejścia.
Przykłady zabytków:
- Chorwacja:
  - pochodzący z czasów przedromańskich kościół św. Donata w Zadarze z początku IX wieku. Jest to rotunda z trzema niewielkimi absydami. Nawa otoczona jest dwukondygnacyjnym obejściem i przykryta kopułą na bębnie.
  - katedra św. Anastazji z XII wieku, fasada bazyliki została ozdobiona szeregiem płytkich arkad wzorowanych na włoskich budowlach (Piza).
- Węgry:
  - benedyktyńskie kościoły: św. Jerzego w Ják z XII wieku oraz w Lébény z początku XIII wieku. Są to trójnawowe bazyliki, bez transeptu z nawami zakończonymi absydami i dwiema wieżami od strony wejścia. W zachodniej części budowli umieszczone zostały empory przeznaczone dla fundatorów kościoła.
  - katedra św. Piotra w Peczu, zachowały się fragmenty wystroju, m.in. fragmenty oprawy cyborium. (Pod panowaniem tureckim zachodnia część kościoła została zamieniona na meczet).
  - katedra św. Wojciecha w Ostrzyhomiu (zachowały się jedynie fragmenty dekoracji rzeźbiarskiej: głowice kolumn i elementy portalu; kościół został zniszczony już w XIII wieku, podczas najazdów tureckich).
  - Opactwo benedyktyńskie Pannonhalma
  - Kościół w Bodrogolaszi
  - kościół w Avas
  - kościół w Apáti
  - kościół w Alsódörgicse
  - kościół w Árpás
  - kościół w Csempeszkopács
  - kościół w Csengersima
  - kościół w Cserkút
  - kościół w Egregy
  - kościół w Egyházasdengeleg
  - kościół w Feldebrő
  - kościół w Ják
  - kościół w Karcsa
  - kościół w Lébény
  - kościół w Őriszentpéter
  - kościół w Mesteri
  - kościół w Türje
  - kościół w Zsámbék
  - kościół w Nagygéc
  - kościół w Mánfa
  - kościół w Nagybörzsöny
  - kościół w Ócsa
  - Opactwo Somogyvár
- Rumunia:
  - kościół św. Piotra we wsi Herina z przełomu XII i XIII wieku
  - kaplica w Gurasada
  - Katedra św. Michała w Alba Iulia
  - kościół w Cisnădioara
  - kościół w Herina
  - kościół w Acâș
  - kościół w Nou Săsesc
  - kościół w Gușterița
- Czechy:
  - rotunda św. Piotra na wzgórzu Radyně (567 m), w miejscowości Starý Plzenec koło Pilzna
  - rotunda św. Jerzego na wzgórzu Řip z XI wieku
  - bazylika św. Jerzego na zamku w Pradze (Hradczany)
  - rotunda św. Wita z lat 30. X wieku pod katedrą na Hradczanach
  - bazylika romańska pod katedrą na Hradczanach (widoczna w kryptach królewskich poniżej posadzki katedry św. Wita)
  - rotunda św. Marcina (XI wiek) w Pradze (Wyszehrad)
  - kaplica zamkowa w Chebie
  - bazylika św. Prokopa w Třebíču
  - tetrakonchos w Mikulczycach
  - kaplica w Chrast nad Hornadem
- Słowacja:
  - kościół we wsi Batyżowce
  - kościół we wsi Bátovce
  - kościół w Baďan
  - kościół w Boldog
  - kościół we wsi Borský Mikuláš
  - kościół we wsi Bystričany
  - kościół we wsi Kopčany
  - kościół we wsi Veľký Klíž
  - rotunda w Trenczynie (niezachowana)
  - rotunda we wsi Bíňa
  - rotunda we wsi Križovany nad Dudváhom
  - rotunda we wsi Prihradzany
  - rotunda we wsi Šivetice
  - rotunda we wsi Skalica
- Ukraina:
  - cerkiew św. Pantelejmona w Szewczenkowie koło Halicza z około 1219 roku (bazylika, przebudowana w XVI w. na kościół św. Stanisława i ponownie przebudowana na pocz. XXI wieku poprzez dodanie kopuły)
  - Pobiereże koło Halicza z 2 poł. XII wieku, relikty nieistniejącej romańskiej kaplicy zbudowanej podczas panowania węgierskiego[1][2].
  - cerkiew św. Bazylego we Włodzimierzu
  - cerkiewka św. Trójcy w monasterze w Zimnem koło Włodzimierza
  - Rotunda Horiańska pod wezwaniem św. Anny w Horianach w południowo-wschodniej części miasta Użgorod na Zakarpaciu
  - Rotunda w Kijowie (nieistniejąca)